# 想い出がいっぱい
「想い出がいっぱい/10％の雨予報」（おもいでがいっぱい/テンパーセントのあめよほう）は、H2Oの5枚目のシングル。1983年3月25日発売。発売元はKitty Records（現・ユニバーサル ミュージックLLC）。
フジテレビで放送されたテレビアニメ『みゆき』の主題歌に起用された楽曲で、中学校や高校の音楽の授業や合唱コンクールで選曲されることも多く、幅広い世代に知られている楽曲である。

## 誕生の背景と評価
『みゆき』をテレビアニメ化する際に放送権を獲得していたのは、H2Oが所属するレコード会社・Kitty Recordsの親会社であるキティフィルムであった。
1980年に薬師丸ひろ子主演の映画、及びテレビドラマ『翔んだカップル』に提供した楽曲がスマッシュヒットしたものの、その後大きなヒットに恵まれず無名同然だったH2Oの起死回生を狙い、作詞作曲をいわゆるプロの作家に依頼。アニメは放送開始から視聴率も順調であり、それに伴って同曲も徐々に売り上げを伸ばしオリコンシングルチャートで最高6位、累計売上も40万枚を超えるヒット曲となった。シングル5作目にして初めてオリコンシングルチャートにチャートインした作品でありグループの知名度を引き上げた（レコードジャケットは「みゆき」のイラストとH2Oの写真が表裏一体になったものであった。発売から暫くは主にアニメ楽曲のコーナーに「みゆき」面を表に設置されることが大半であった）。
1983年7月21日、TBSテレビ『ザ・ベストテン』の「今週のスポットライト」コーナーに初登場。それからおよそ1ヶ月後の同年9月1日に第9位に初ランクインを果たす。同年9月29日には最高位の第7位まで上昇、翌週の10月6日（第9位）まで5週間連続で、第10位以内にランクインした。
ただし、今までの主に自分たちで楽曲製作をして足掻いて来たのに対し、大ヒットした同楽曲はプロの作家の手によるものであることにジレンマを抱くことがあり、手放しで喜べなかったところがあったと言う。また、本作品のヒットによりH2Oのイメージや新曲に青春を思い起こさせるものや切ない恋心などを求められ、脱却できず苦しんだ。引き続き『みゆき』の後期エンディング曲「Good-byeシーズン」を担当するが「想い出がいっぱい」のヒットには及ばなかった。その後も数作品を発売しているが、80年代半ばに差し掛かり、アイドル全盛期の歌唱曲や、いわゆるアイドルバンド（後にJ-POPと呼ばれるジャンル）がヒットチャートを賑わせており、フォークデュオ形態のH2Oの活動は蔭りをみせていた。1985年、所属事務所アミューズの担当マネージャーが寺内壮に変わり、初顔合わせをしたその席でH2Oは解散の意思を告げた。
1996年1月25日にCD化され両A面シングル『想い出がいっぱい/Good-byeシーズン』として再発売。c/wに「Good-byeシーズン」と「想い出がいっぱい」のカラオケバージョンを収録している。
H2Oの作品でオリコンシングルチャートでチャートインしたのは本作、次作と、本作のセルフカヴァーバージョンの3作のみである。しかしながら本作がその売上以上の知名度と影響を獲得し、アニソン史上のみならず80年代の日本歌謡曲史に残る一曲として挙げられることも少なくない。

## 後年への影響
中学校や高校の音楽の授業や合唱コンクールで選曲されることも多い。また、卒業ソングとして紹介されることがしばしばあることに加え、他のアーティストがカバー曲として発表する機会があることから、放映当時に視聴していた世代のみならず、幅広い世代に知られるようになった。1993年以後、中学校や高校の音楽の教科書にも何度か掲載されている。
2005年にはキヤノンのプリンター、「ピクサス」のCMソングにも起用された。
オリジナル発売から20年後の2003年には自身が「想い出がいっぱい 〜the 21st century〜」としてセルフカヴァーした。
（H2O以外のカバーバージョンについては#主なカバーを参照のこと）
サントリーフーズ 『BOSS 懐かしのヒット曲歌謡祭』：6缶パックケース1箱に1枚8cmCDを貼付して販売したシリーズ（全30曲）。H2Oは『想い出がいっぱい』を提供。8月16日発売の第1弾シリーズ「ゼロの頂点」缶に貼付された。
2011年、香川照之が出演しているセゾン自動車火災保険「おとなの自動車保険」のCMソングに起用された（CM用に制作したオリジナルカラオケで、サビの冒頭を香川が歌っている）。

## カップリング曲
B面には同アニメのOP『10%の雨予報』が収録された。通常、同作品のOPとEDを1枚のレコードに収録する際は、OPをA面にする場合が多いが、このように逆にするケースもある。アニメ放送においては、サビ部分の歌詞の「Everyday」「Everynight」の部分が、作品タイトルでもあり2人のヒロインの名前でもある「みゆき」に変えられている。

## 収録曲

### オリジナル盤『想い出がいっぱい／10％の雨予報』
- 全作詞：阿木燿子　作曲：鈴木キサブロー　編曲：萩田光雄

1. 想い出がいっぱい
  - フジテレビ系アニメ『みゆき』エンディングテーマ
2. 10%の雨予報
  - フジテレビ系アニメ『みゆき』オープニングテーマ

### 再発盤『想い出がいっぱい／Good-byeシーズン』
- 全作曲：鈴木キサブロー

1. 想い出がいっぱい
（作詞：阿木燿子　編曲：萩田光雄）
2. Good-byeシーズン
（作詞：山川啓介　編曲：星勝）
3. 想い出がいっぱい（オリジナル・カラオケ）

## カバー一覧
| アーティスト                | 年月日         | 媒体 |
| --------------------------- | -------------- | --- |
| ジ・アニメルズ              | 1983年         | シングル『アニメドレー 臨時増刊号』 メドレー曲「ときめきアニメ コレクション1983」の1曲としてカバー                                                                        |
| アラン・タム（譚詠麟）      | 1984年         | アルバム『霧之戀』 （訳題「愛的替身」） |
| 山本淳一                    | 1995年         | 光GENJIライブビデオ『Bye-Bye for Tomorrow, See You Again, P/S I Love You』                                                                                                |
| 菅原祥子                    | 1998年06月26日 | アルバム『Sati's-faction』 |
| 岡村隆史                    | 1999年11月22日 | 映画『無問題』主題歌 |
| 米倉千尋                    | 2003年01月22日 | シングル「想い出がいっぱい」 アルバム『SPRING〜start on a journey〜』 |
| 下川みくに                  | 2003年12月17日 | カバーアルバム『Review 〜下川みくに青春アニソンカバーアルバム〜』 カバーアルバム『Reprise 〜下川みくにアニソンベスト〜』 アルバム『翼 〜Very Best of Mikuni Shimokawa〜』 |
| ひまわりキッズ              | 2004年02月04日 | コンピレーション・アルバム『想い出がいっぱい 〜旅立ちの日に3〜』 |
| 安倍なつみ                  | 2004年03月26日 | アルバム『FS5〜卒業〜』 |
| ビリケン                    | 2004年08月04日 | シングル「想い出がいっぱい」 |
| SPガールズ                  | 2004年11月03日 | サウンドトラック「センチメンタルプレリュード」 |
| INSPi                       | 2006年05月31日 | カバーアルバム『インスピ・復刻盤3』 |
| CHiYO                       | 2006年08月23日 | カバーアルバム『名曲集』 |
| アフロマニア                | 2007年02月21日 | シングル「永遠に」 |
| 緒方恵美                    | 2007年10月03日 | カバーアルバム『アニメグ』 |
| 井上あずみ                  | 2007年12月19日 | カバーアルバム『出会いと旅立ちの歌』 |
| 岩男潤子                    | 2008年01月30日 | アルバム『ANIME ON BOSSA』 |
| 大山百合香                  | 2008年04月23日 | カバーアルバム『COVERS FOR LOVERS 〜Yurika Sings J Love Songs〜』 |
| 日野良一                    | 2008年06月25日 | アルバム『コモレビボッサ』 |
| 岡平健治                    | 2009年05月13日 | カバーアルバム『I LOVE GM』 |
| misono                      | 2009年09月23日 | カバーアルバム『カバALBUM』misonoと歌おう!アニメドレーII |
| 島谷ひとみ                  | 2010年01月27日 | アルバム『男歌II〜20世紀ノスタルジア〜』 |
| 今井ゆうぞう                | 2010年05月19日 | カバーアルバム『君と歩いた時間』 |
| citron                      | 2011年05月11日 | カバーアルバム『うたえるBOSSA』 |
| 双海亜美 （声：下田麻美）   | 2011年05月25日 | キャラクターアルバム『THE IDOLM@STER MASTER ARTIST 2 -SECOND SEASON- 02 双海亜美』                                                                                        |
| MINMI                       | 2011年08月24日 | コンセプトアルバム『THE HEART SONG COLLECTION』 |
| 高野千恵                    | 2012年02月15日 | カバーアルバム『Requestシリーズ フォークソング編』 |
| BUNNY THE PARTY             | 2013年01月23日 | カバーアルバム『卒コア』 |
| 中川かのん （声：東山奈央） | 2014年02月12日 | キャラクター・カバーアルバム『神のみぞ知るセカイ キャラクター・カバーALBUM2 〜選曲：若木民喜〜』                                                                          |
| 白鳥英美子                  | 2014年02月26日 | カバーアルバム『うた景色〜翼をください』 |
| May J.                      | 2016年03月16日 | カバーアルバム『Sweet Song Covers』 |
| 雨宮天                      | 2023年06月21日 | カバーアルバム『COVERSⅡ -Sora Amamiya favorite songs-』 |
| アーリャ （声：上坂すみれ） | 2024年07月18日 | 配信シングル「想い出がいっぱい」 TVアニメ『時々ボソッとロシア語でデレる隣のアーリャさん』エンディングテーマ                                                               |
| 森口博子                    | 2024年08月07日 | カバーアルバム『ANISON COVERS 2』 |